# Station Sint-Gillis
Het station Sint-Gillis is een spoorweghalte langs spoorlijn 60 (Jette - Dendermonde) in Sint-Gillis-bij-Dendermonde, een deelgemeente van Dendermonde. Het station beschikt niet over loketten en is daarmee een stopplaats.

## Naamgeving
De naam van het station schept soms verwarring. Er ligt namelijk in Brussel een gemeente die Sint-Gillis heet. Hoewel officieel 'Sint-Gillis', wordt om die reden de naam op infoborden (voornamelijk in Brusselse treinstations) soms als 'Sint-Gillis (Dendermonde)' weergegeven. Er zijn in het verleden verschillende voorstellen geweest de stationsnaam te veranderen naar 'Sint-Gillis-bij-Dendermonde' (wat zou overeenkomen met de plaats waar het naar vernoemd is), vooralsnog hebben deze voorstellen geen ingang gekregen.

## Geschiedenis
Het station werd geopend op 15 februari 1897 door de Belgische Staatsspoorwegen.
Sint-Gillis kreeg in Het Grote Treinrapport 2009 van de krant Het Nieuwsblad slechts een 3,3 op 10. Hiervoor vernoemden zij verschillende redenen. Aan de overkant van de straat kan men de fiets stallen in een oud, aftands rek. Er is geen parking voorzien. Het station ligt in een uitgesproken bocht. Aangezien geen ontsporingsrails te vinden zijn levert dit bij doorgaande treinen een potentieel gevaar op voor mensen die op het bankje zitten; dat is namelijk in de bocht geplaatst.
Het station werd in 2015 vernieuwd in het kader van het Gewestelijk ExpresNet. Hierbij ging het om de verhoging van de perrons, nieuwe schuilhuisjes en nieuwe verlichting. Sindsdien is het station integraal toegankelijk voor personen met een beperking. 

## Stoomspoorlijn
Er ligt ook een noodhalte enkele honderden meters noordwaarts langs spoorlijn 52 (Dendermonde - Antwerpen). Sinds de opheffing van het reizigersverkeer op het gedeelte Dendermonde - Puurs, waarlangs Sint-Gillis ligt, baten de Belgische Vrienden van de Stoomlocomotief (BVS) de stoomspoorlijn Dendermonde-Puurs (SDP) uit. Hier is nu door de BVS een klein perron voorzien voor de stoomtrein, maar deze stopt er in principe niet.

## Galerij

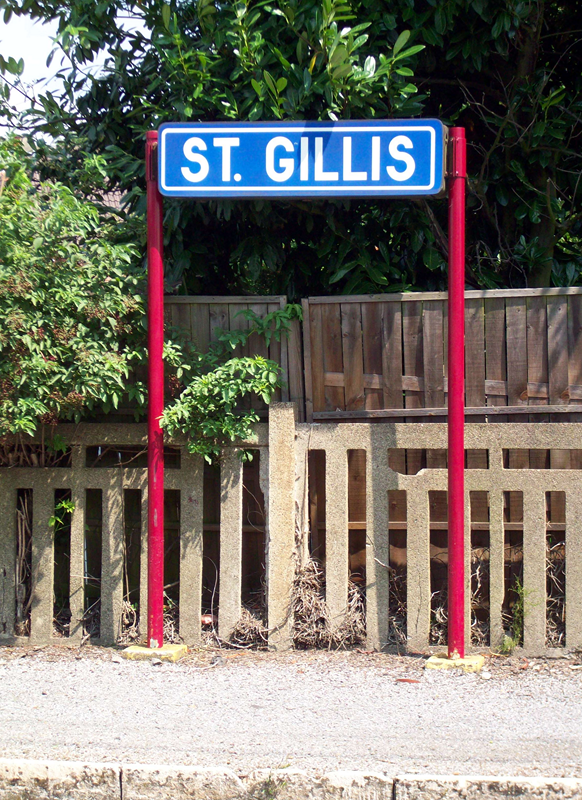
Naambord station Sint-Gillis
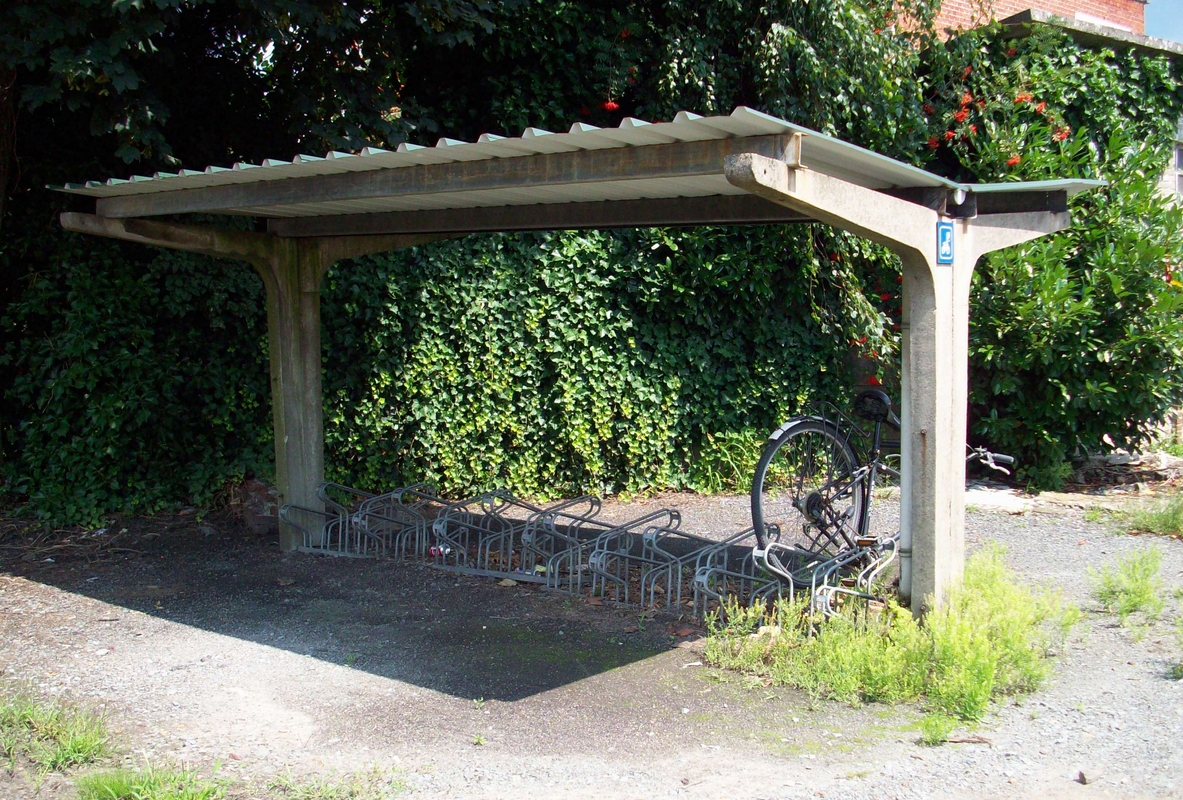
Fietsenstalling
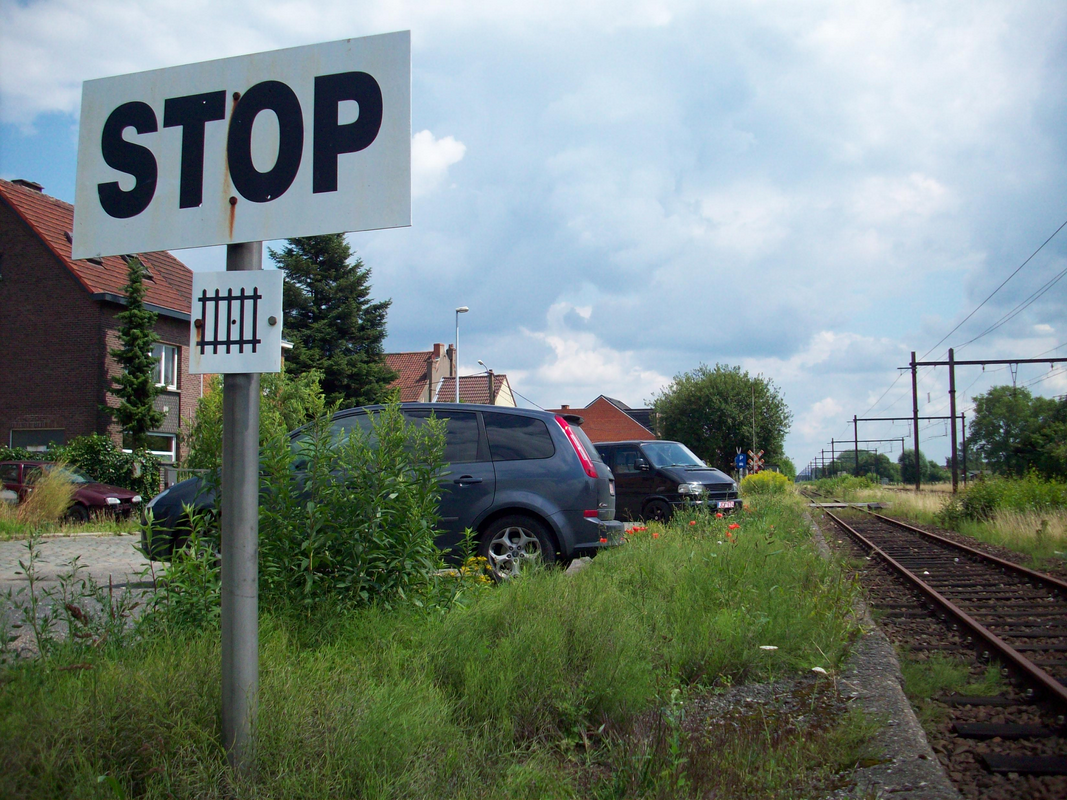
Noodperron aangelegd door de BVS op spoorlijn 52

## Treindienst
| Serie | Treinsoort | Route                                                                                            | Bijzonderheden |
| ----- | ---------- | ------------------------------------------------------------------------------------------------ | --- |
| S 3   | GEN (NMBS) | [ Denderleeuw – ] Geraardsbergen – Brussel-Zuid – [ Sint-Gillis – Dendermonde ] / [ Schaarbeek ] | Rijdt tijdens de spits vanaf/naar Denderleeuw. Tijdens de spits extra ritten Geraardsbergen-Schaarbeek. Rijdt tijdens het weekend Denderleeuw-Brusssel-Noord. |
| S 10  | GEN (NMBS) | Dendermonde – Sint-Gillis – Brussel-West – Brussel-Zuid – Aalst                                  | Tijdens de spits extra ritten Aalst-Brussel-Zuid |

## Reizigerstellingen
De grafiek en tabel geven het gemiddeld aantal instappende reizigers weer op een week-, zater- en zondag.
| Tabel: aantal instappende reizigers station Sint-Gillis | Tabel: aantal instappende reizigers station Sint-Gillis | Tabel: aantal instappende reizigers station Sint-Gillis | Tabel: aantal instappende reizigers station Sint-Gillis |
|                                                         | Weekdag                                                 | Zaterdag                                                | Zondag                                                  |
| ------------------------------------------------------- | ------------------------------------------------------- | ------------------------------------------------------- | ------------------------------------------------------- |
| 1977                                                    | 328                                                     | 80                                                      | 63                                                      |
| 1978                                                    | 280                                                     | 49                                                      | 53                                                      |
| 1979                                                    | 308                                                     | 41                                                      | 41                                                      |
| 1980                                                    | 285                                                     | 36                                                      | 42                                                      |
| 1981                                                    | 322                                                     | 43                                                      | 43                                                      |
| 1982                                                    | 405                                                     | 50                                                      | 33                                                      |
| 1983                                                    | 461                                                     | 40                                                      | 28                                                      |
| 1984                                                    | 313                                                     | 46                                                      | 37                                                      |
| 1985                                                    | 228                                                     | 31                                                      | 28                                                      |
| 1986                                                    | 219                                                     | 29                                                      | 25                                                      |
| 1987                                                    | 204                                                     | 24                                                      | 19                                                      |
| 1988                                                    | 214                                                     | 36                                                      | 38                                                      |
| 1989                                                    | 220                                                     | -                                                       | -                                                       |
| 1990                                                    | 182                                                     | 20                                                      | 17                                                      |
| 1991                                                    | 185                                                     | 23                                                      | 15                                                      |
| 1992                                                    | 173                                                     | 26                                                      | 23                                                      |
| 1993                                                    | 169                                                     | 29                                                      | 12                                                      |
| 1994                                                    | 146                                                     | 20                                                      | 8                                                       |
| 1995                                                    | 148                                                     | 11                                                      | 5                                                       |
| 1996                                                    | 160                                                     | 13                                                      | 7                                                       |
| 1997                                                    | 176                                                     | 14                                                      | 9                                                       |
| 1998                                                    | 136                                                     | 10                                                      | 7                                                       |
| 1999                                                    | 140                                                     | 11                                                      | 12                                                      |
| 2000                                                    | 129                                                     | 11                                                      | 10                                                      |
| 2001                                                    | 142                                                     | 14                                                      | 10                                                      |
| 2002                                                    | 117                                                     | 11                                                      | 7                                                       |
| 2003                                                    | 130                                                     | 5                                                       | 8                                                       |
| 2004                                                    | 138                                                     | 10                                                      | 4                                                       |
| 2005                                                    | 137                                                     | 6                                                       | 6                                                       |
| 2006                                                    | 127                                                     | 16                                                      | 10                                                      |
| 2007                                                    | 175                                                     | 22                                                      | 12                                                      |
| 2008                                                    | -                                                       | -                                                       | -                                                       |
| 2009                                                    | 121                                                     | 7                                                       | 13                                                      |
| 2010                                                    | -                                                       | -                                                       | -                                                       |
| 2011                                                    | -                                                       | -                                                       | -                                                       |
| 2012                                                    | 115                                                     | 15                                                      | 11                                                      |
| 2013                                                    | 135                                                     | -                                                       | -                                                       |
| 2014                                                    | 108                                                     | 8                                                       | 9                                                       |
| 2015                                                    | 155                                                     | 25                                                      | 20                                                      |
| 2016                                                    | 147                                                     | 28                                                      | 22                                                      |
| 2017                                                    | 131                                                     | 58                                                      | 20                                                      |
| 2018                                                    | 125                                                     | 22                                                      | 15                                                      |
| 2019                                                    | 168                                                     | 20                                                      | 16                                                      |
| 2020                                                    | 85                                                      | 25                                                      | 20                                                      |
| 2021                                                    | -                                                       | -                                                       | -                                                       |
| 2022                                                    | 223                                                     | 63                                                      | 47                                                      |
| 2023                                                    | 218                                                     | 55                                                      | 44                                                      |
| 2024                                                    | 261                                                     | 74                                                      | 40                                                      |

0,0: Jette ·
1,0: Ganshoren ·
2,3: Zellik-Renbaan ·
5,4: Zellik ·
7,7: Walfergem ·
9,6: Asse ·
13,1: Mollem ·
15,5: Merchtem ·
16,7: Droeshout ·
19,1: Opwijk ·
21,8: Heizijde ·
24,1: Lebbeke ·
26,3: Sint-Gillis ·
27,5: Dendermonde